# Marco Pullo
Marco Pullo (Ripi, 24 giugno 1968) è un ex calciatore italiano, di ruolo difensore.

## Carriera

### Club
Cresciuto nella "N.A.G.C." di Ripi, arriva alla Lodigiani per poi passare al Milan, nelle cui file milita per due stagioni, collezionando due presenze, al Parma, al Palermo ed al Pisa, squadra con il quale ha collezionato 18 presenze in Serie A nella stagione 1990-1991.

### Nazionale
Ha esordito nella Nazionale Under-21 il 21 dicembre 1988 contro il Malta (8-0), mentre la seconda ed ultima presenza risale al 26 aprile dell'anno successivo contro la Svizzera (0-0).